# GRIA 4
Der ionotrope Glutamate Rezeptor, AMPA 4, auch bekannt als GRIA4 oder GluR4, ist ein menschliches Protein.
Dieses Membranprotein ist ein Mitglied der glutamatgesteuerten Ionenkanäle und vermittelt eine schnelle exzitatorische Signalübertragung an Synapsen. Der Kanaltyp kennt AMPA als Agonisten. Das Gen, das für dieses Protein kodiert gilt als eines der zahlreichen Schizophrenie-Kandidatengene. Für GRIA 4 sind durch alternatives Spleißen erzeugte mRNA-Varianten bekannt, die für verschiedene Isoformen der Proteinuntereinheiten codieren.